# خزان سوبوث

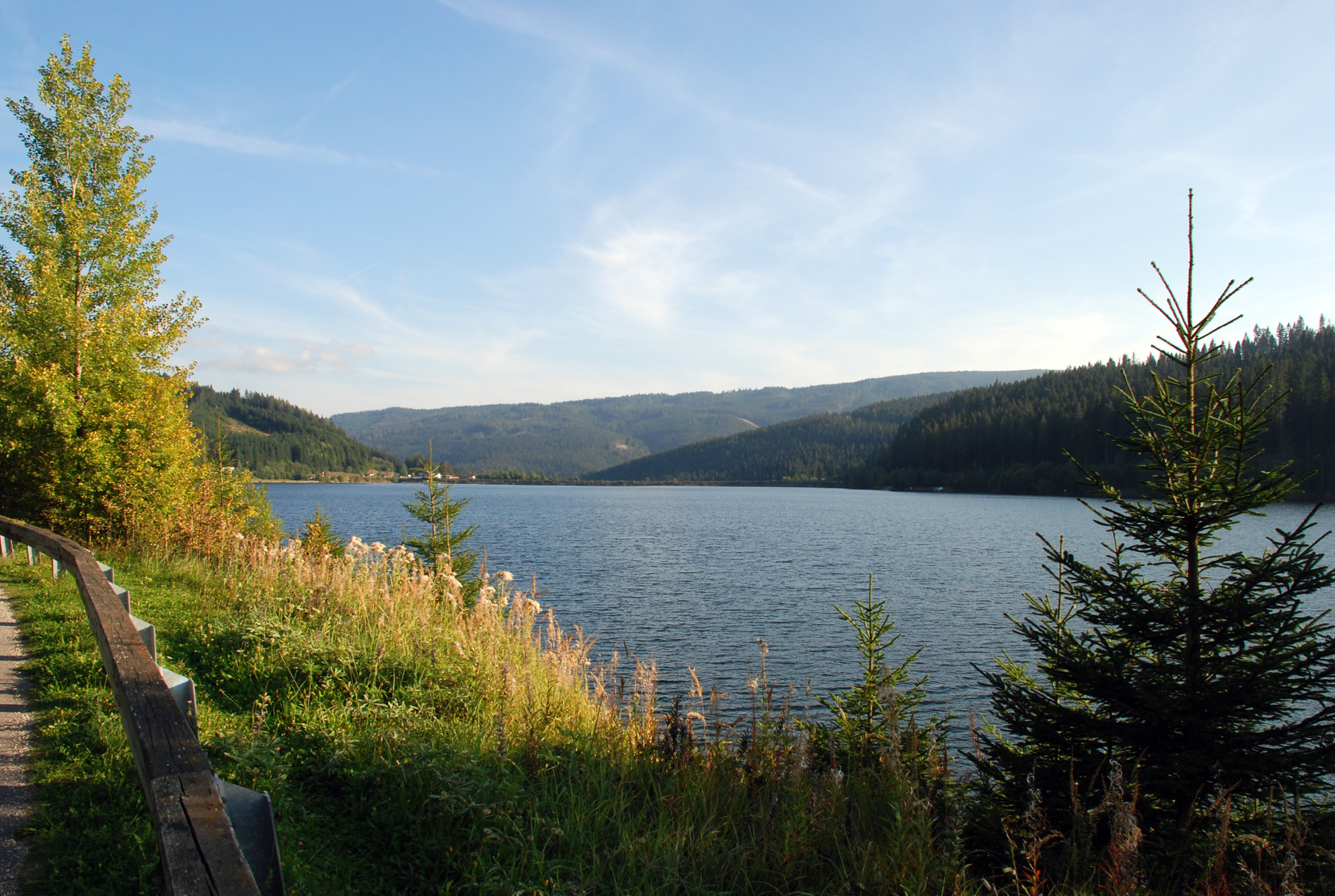
خزان سوبوث

خزان سوبوث هو خزان اصطناعي في النمسا تم إنشائه عام 1990على مجرى فيستريتز لتشغيل محطة توليد الطاقة الكهرومائية كورالب وتقع البحيرة الصناعية في سلسلة جبال كورالب بالقرب من قرية سوبوت، بجانب الطريق الذي يربط لافاموند وغراتس، بالقرب من سوبوث وبالقرب من الحدود السلوفينية النمساوية حيث يبلغ ارتفاعه حوالي 1080 متر فوق مستوى سطح البحر. وتبلغ مساحة حوض التصريف الطبيعي 29.7 كم مربع كما يبلغ طول الخزان حوالي 2 كم ويصل عرضه إلى 500 متر، وتبلغ مساحته 0.8 كم مربع ويصل عمقه إلى 80 متراً. وبالصيف، تعد البحيرة مكانًا مشهورًا للسباحة نظرًا لمياهها النظيفة ومناخها البارد ونظرًا للارتفاع العالي والمناطق المحيطة الطبيعية التي تتكون من تلال مغطاة بالتنوب.

## محطة الطاقة كورالب
تم بناء محطة الطاقة كورالب بين عامي 1987 و1991 كمحطة تخزين غير فعالة بين عامي 2009 و2011 تم توسيع محطة توليد الطاقة لتصبح محطة لتخزين الطاقة التي يتم ضخها حيث تقع حطة 50 ميجاواط على ضفاف نهر درافا بالقرب من لافاموند، على ارتفاع 339 م فوق مستوى سطح البحر وتتجه المياه من الخزان إلى محطة توليد الطاقة عبر نفق مضغوط بطول خمسة كيلومترات وخط ضغط بطول ثلاث كيلومترات والفرق الأقصى لارتفاع خط الأنابيب هو 735.5 م.